# Рекап
Рекап (сокр. от англ. recapitulation — повторный просмотр/перечисление основных пунктов; подытоживание) в сериалах со сквозным сюжетом — повтор уже показанного материала. Часто следует в начале серии, предваряется текстом «Ранее в сериале». Бывает, что рекап оформляется как воспоминания персонажа о произошедшем ранее или как обзор сюжета от третьего лица. В аниме рекап может быть отдельной серией или включается в новый материал. В данном случае рекап выступает в качестве филлера.

## Использование
Короткий рекап может использоваться в качестве художественного приёма, имитирующего воспоминания персонажа.
При длительном промежутке между выходом серий рекап используется для быстрого/краткого ознакомления с важным материалом прошлого сезона/фильма. Также может вставляться в начало каждой последующей серии для быстрого напоминания о событиях предыдущих.
Рекап также используется для создания новой серии в сжатые сроки, когда отснятого (или нарисованного) материала недостаточно для серии полного размера.

## Примеры использования
- В аниме-сериале «Волчий дождь» серии 15—18 практически целиком состоят из рекапов.
- В аниме-сериале «Наруто» серии часто имеют по несколько рекапов или полностью состоят из них.
- В аниме-сериале Sword Art Online двухчасовая серия «Extra Edition» повествует нам о действиях первого сезона спустя год после выхода.